# Аруба на Летњим олимпијским играма 1988.
Аруба је дебитовала као самостална земља под овим именом на Летњим олимпијским играма 1988. одржаним у Сеулу од 17. августа до 2. октобра. До ових Игара представници Арубе су учествовали у саставу олимпијском тиму Холандских Антила.
Учествовала је са 8 спортиста (4 мушкарца и 4 жене) који су се такмичили у 5 спортова. Најмлађи учесник била је такмичара у синхроном пливању Ивет Тојс са 17. година и 127 дана, а најстарији мачеваоц Остин Томас са 49 година и 183 дана.
На свечаном отварању заставу је носио џудиста Бито Мадуро.
Аруба није освојила ниједну медаљу.

## Учесници по дисциплинама
| Спорт            | Мушкарци | Жене | Укупно |
| ---------------- | -------- | ---- | ------ |
| Атлетика         | 0        | 2    | 2      |
| Бокс             | 2        | 0    | 2      |
| Мачевање         | 1        | 0    | 1      |
| Синхроно пливање | 0        | 2    | 2      |
| Џудо             | 1        | 0    | 1      |
| Укупно(5)        | 4        | 4    | 8      |

## Резултати по дисциплинама

### Атлетика

#### Жене
| Атлетичарка  | Дисциплина | Лични рекорд | Групе    | Групе      | Четвртфинале          | Четвртфинале          | Полуфинале            | Полуфинале            | Финале                | Финале       | Детаљи |
| Атлетичарка  | Дисциплина | Лични рекорд | Резултат | Место      | Резултат              | Место                 | Резултат              | Место                 | Резултат              | Место        | Детаљи |
| ------------ | ---------- | ------------ | -------- | ---------- | --------------------- | --------------------- | --------------------- | --------------------- | --------------------- | ------------ | ------ |
| Евелин Фарел | 100 м      | 11,73        | 12,48    | 8. у гр. 7 | Није се квалификовала | Није се квалификовала | Није се квалификовала | Није се квалификовала | Није се квалификовала | 60 / 64      |        |
| Евелин Фарел | 200 м      | 24,70        | 21,72    | 7 у гр. 10 | Није се квалификовала | Није се квалификовала | Није се квалификовала | Није се квалификовала | Није се квалификовала | 53 / 58 (60) |        |
| Лиа Мелис    | маратон    | 2:53:24      |          |            |                       |                       |                       |                       | 2:54:37               | 56 / 63 (71) |        |

### Бокс
| Боксер        | Дисциплина | Квалификације                        | Коло 32 такмичара                     | коло 16 такмичара  | Четвртфинале       | Полуфинале         | Финале             | Финале           | Детаљи |
| Боксер        | Дисциплина | Противник Резултат                   | Противник Резултат                    | Противник Резултат | Противник Резултат | Противник Резултат | Противник Резултат | Пласман          | Детаљи |
| ------------- | ---------- | ------------------------------------ | ------------------------------------- | ------------------ | ------------------ | ------------------ | ------------------ | ---------------- | ------ |
| Хуберт Вестер | полувелтер | Ебанга Камерун · Пор. ТКО у 1. рунdи | Није се пласирао                      | Није се пласирао   | Није се пласирао   | Није се пласирао   | Није се пласирао   | Није се пласирао |        |
| Џефри Нед     | полутешка  |                                      | Акасамба Кенија · Пор. ТКО у 2. рунdи | Није се пласирао   | Није се пласирао   | Није се пласирао   | Није се пласирао   | Није се пласирао |        |

### Мачевање
Арубу је престављао Остин Томас, које се такмичио у мачу и флорету појединачно
Мач појединачно група 11.
Резултати по групама
| Победник       | Земља           | Рез. | Поражени        | Земља    |
| Остин Томас    | Аруба           | 5:4  | Tang Wing Keung | Хонгконг |
| Аксел Бирнбаум | Аустрија        | 5:4  | Остин Томас     | Аруба    |
| Мартин Брил    | Нови Зеланд     | 5:0  | Остин Томас     | Аруба    |
| Михајло Тишко  | Совјетски Савез | 5:3  | Остин Томас     | Аруба    |
| Ларс Винтер    | Финска          | 5:0  | Остин Томас     | Аруба    |

Табела
| Место | Такмичар        | Земља           | ПО | ИЗ | ТД | Бел |    |
| 1.    | Ларс Винтер     | Финска          | 4  | 1  | 24 | 10  | КВ |
| 2.    | Михајло Тишко   | Совјетски Савез | 4  | 1  | 21 | 12  | КВ |
| 3.    | Мартин Брил     | Нови Зеланд     | 3  | 2  | 19 | 13  | КВ |
| 4.    | Аксел Бирнбаум  | Аустрија        | 3  | 2  | 19 | 20  | КВ |
| 5.    | Остин Томас     | Аруба           | 1  | 4  | 10 | 24  |    |
| 6.    | Tang Wing Keung | Хонгконг        | 0  | 5  | 11 | 25  |    |

У коначном пласману мача Остин Томас је заузео 70 место од 79 такмичара.
Флорет појединачно група 6.
Резултати по групама
| Победник         | Земља      | Рез. | Поражени    | Земља    |
| Остин Томас      | Аруба      | 5:2  | Бени Вент   | Аустрија |
| Чоу Кам Шинг     | Хонгконг   | 5:1  | Остин Томас | Аруба    |
| Роберт Дејвидсон | Аустралија | 5:3  | Остин Томас | Аруба    |
| Љу Јуенхунг      | Кина       | 5:0  | Остин Томас | Аруба    |
| Богуслав Зих     | Пољска     | 5:0  | Остин Томас | Аруба    |

Табела
| Место | Такмичар         | Земља      | ПО | ИЗ | ТД | Бел |    |
| 1.    | Богуслав Зих     | Пољска     | 4  | 1  | 24 | 10  | КВ |
| 2.    | Бени Вент        | Аустрија   | 3  | 2  | 20 | 16  | КВ |
| 3.    | Љу Јуенхунг      | Кина       | 3  | 2  | 19 | 16  | КВ |
| 4.    | Роберт Дејвидсон | Аустралија | 3  | 2  | 21 | 20  | КВ |
| 5.    | Чоу Кам Шинг     | Хонгконг   | 1  | 4  | 12 | 21  |    |
| 6.    | Остин Томас      | Аруба      | 1  | 4  | 9  | 22  |    |

У коначном пласману флорета Остин Томас је заузео 58 место од 68 такмичара.

### Синхроно пливање
Арубу су представљале две такмичарке у синхроном пливању Росвита Лопез и Ивет Тојс које су учествова у две дисциплине појединачни и у пару.
Појединачно
Росвита Лопез завршала је као 18. 
Ивет Тојс није успла да се пласира у финале. На крају је делила 19. место 
Парови
Росвита Лопез и Ивет Тојс заузеле се последње 15. место у квалификацијама и нису ушле у финале.

### Џудо
Мушкарци
| Џудиста     | Дисциплина | Прелиминарно такмичење | Шеснестина финала  | Осмина финала      | Четвртина финала   | Полуфинале         | Финале             | Детаљи |
| Џудиста     | Дисциплина | Противник Резултат     | Противник Резултат | Противник Резултат | Противник Резултат | Противник Резултат | Противник Резултат |        |
| ----------- | ---------- | ---------------------- | ------------------ | ------------------ | ------------------ | ------------------ | ------------------ | ------ |
| Бито Мадуро | −86 кг     | Резултаи непознати     | Резултаи непознати | Резултаи непознати | Резултаи непознати | Резултаи непознати | Резултаи непознати |        |